# Warren DeMartini

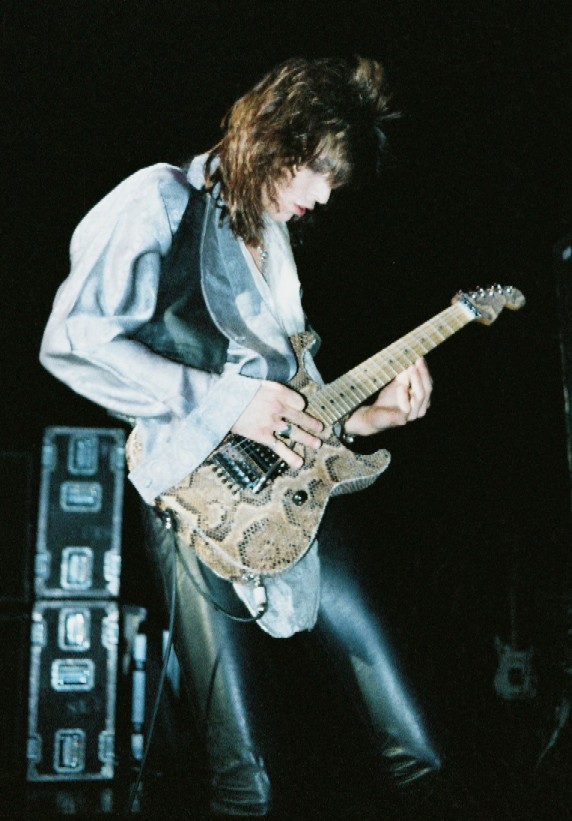
DeMartini bei einem Konzert in London, 1986

Warren Justin DeMartini (* 10. April 1963 in Chicago, Illinois), Spitzname Torch, ist für seine Arbeit als Leadgitarrist der amerikanischen Glam-Metal-Band Ratt bekannt.

## Kindheit und Jugend
DeMartini wuchs in Chicago, Illinois als jüngstes von sechs Kindern auf. Die Familie zog später nach San Diego, Kalifornien um. Er begann sich durch den Einfluss seiner Brüder Bernard und James für Rockmusik zu interessieren, da deren Band damals im Keller des Hauses probte. DeMartinis Großmutter war ebenfalls professionelle Musikerin und begleitete Stummfilme am Klavier in Preston, Minnesota.
DeMartinis Mutter kaufte ihm auf seinen Wunsch hin eine Gitarre, als er sieben Jahre alt war. Als er versuchte, das Instrument zu spielen, zerstörte er es aus Frust, wie er es bei Pete Townshend von The Who gesehen hatte. Seine Mutter weigerte sich daraufhin, ihm einen Ersatz zu kaufen. Im Alter von 15 kaufte er sich von seinem eigenen Geld eine E-Gitarre. Durch Plattenaufnahmen, die er verlangsamt abspielte, lernte er autodidaktisch das Gitarrespielen. Später gründete er die Bands The Plague und Aircraft.
Er lernte Robbin Crosby, den späteren zweiten Gitarristen in Ratt, auf der La Jolla High School in San Diego kennen. Zu dieser Zeit entwickelte er sich zu einem der talentiertesten und meistgesuchten jungen Gitarristen im Raum San Diego. Er schloss die Highschool 1981 ab und begann am örtlichen College Kurse zu belegen. Noch in seinem ersten Semester wurde er jedoch nach Los Angeles eingeladen, um sich der Band Mickey Ratt anzuschließen, welche später mit ihrem Album Invasion Of Your Privacy unter dem Bandnamen Ratt ihren internationalen Durchbruch feiern sollte. Er hatte bereits als Mitglied der Band Enforcer im Vorprogramm von Mickey Ratt gespielt.

## Ratt
DeMartini ersetzte Jake E. Lee in der Band im Dezember 1981, der von Ozzy Osbourne abgeworben wurde. DeMartini war einst Mitbewohner von Lee, welcher ebenfalls ursprünglich aus San Diego stammte. Auf diese Weise hatten sich die beiden gegenseitig musikalisch beeinflusst.
DeMartinis Gitarrensound entwickelte sich zu einem der wichtigsten musikalischen Bestandteile von Ratt und er schrieb bei einigen der wichtigsten Songs der Band mit (so z. B. bei Round and Round, Lay It Down, Dance, und Way Cool Jr.). Ratt war eine der meistverkauften und populärsten Glam-Metal-Acts der 1980er und veröffentlichte vier aufeinanderfolgende Platin-Alben und eine EP, bevor sich die Band im Februar 1992 auflöste.

## Soloprojekte und Reunion von Ratt

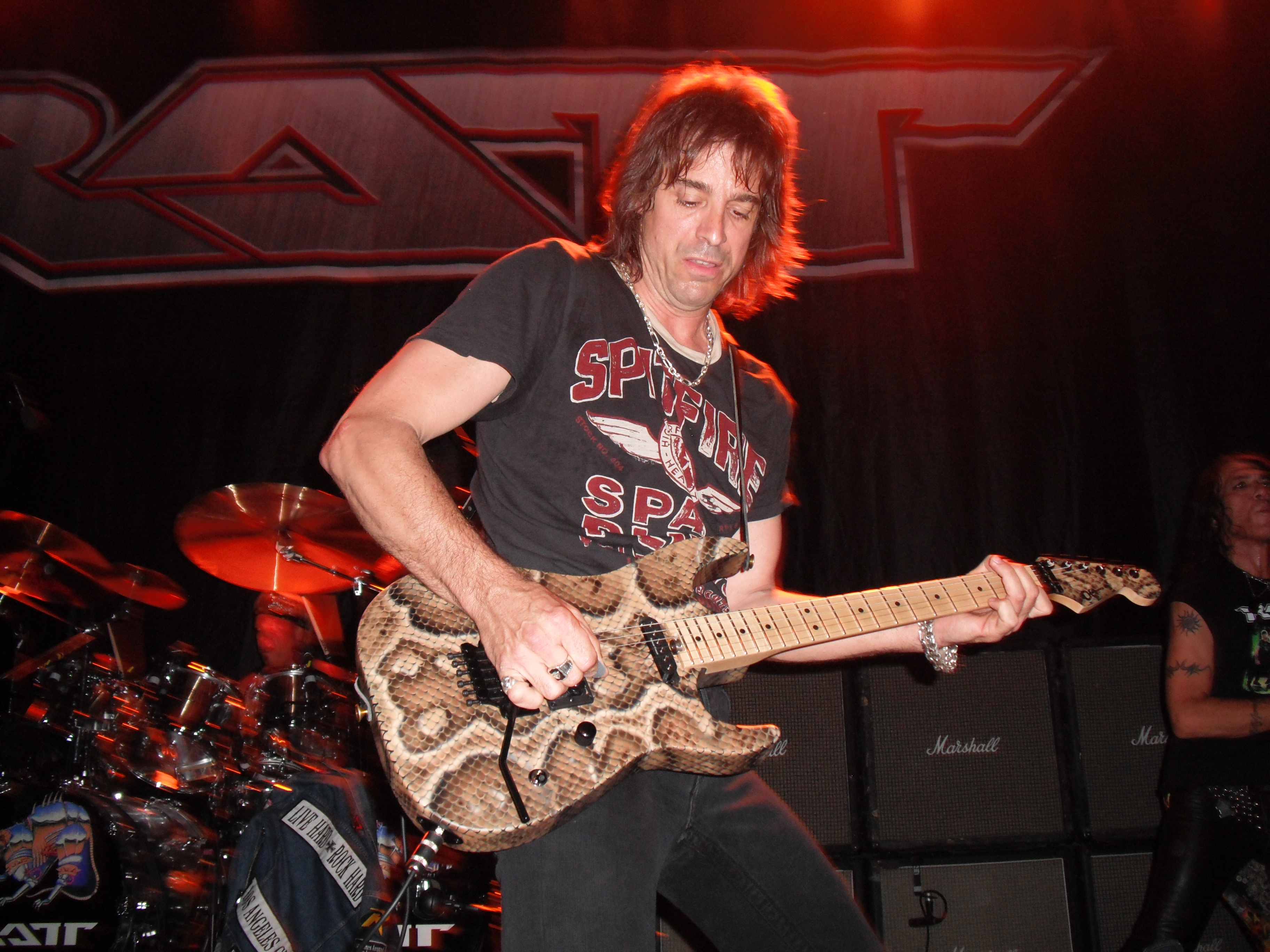
Warren DeMartini mit Ratt 2010 im Rams Head Live in Baltimore

Nachdem Ratt sich aufgelöst hatte, war DeMartini kurz Mitglied bei Dokken, bevor er 1994 mit der Hard-Rock-Band Whitesnake auf Tour war. Er veröffentlichte danach die EP Surf’s Up! (1995) und sein bisher einziges Soloalbum Crazy Enough To Sing To You (1996). 1996 formierte Ratt sich neu und veröffentlichte im Juli 1997 Collage und Ratt im Juli 1999, welches von der Kritik und dem Publikum schlecht aufgenommen wurde. 2003 sollte DeMartini Gitarrist Doug Aldrich in der Band Dio ersetzen, verließ die Band jedoch nach einigen Proben wieder, da es zu künstlerischen Differenzen mit Ronnie James Dio kam. Ratt kam wieder zusammen und ging im Sommer 2007 auf Tour. 2010 veröffentlichte die Band das Album Infestation.

## Einflüsse
DeMartini nennt viele legendäre Gitarristen und andere Musiker, wie Jimi Hendrix, Pete Townshend, Robbin Crosby, Michael Schenker, Steve Lukather, Uli Jon Roth, Joe Walsh, Jake E. Lee, Joe Perry, Tommy Bolin, Miles Davis, Eddie Van Halen, George Lynch und Randy Rhoads als Vorbilder.

## Spielstil
DeMartini wurde unter anderem von Frank Zappa und Billy Gibbons für seine Fähigkeiten bewundert. Er wird als einer der unterbewertetsten Gitarristen der Glam-Metal-Ära angesehen. Sein Stil enthält auch Läufe, die er mit vier Noten pro Saite spielt, was ziemlich ungewöhnlich ist. Durch die vermehrte Nutzung von chromatischen Linien entstehen Klänge, die auch im Fusion-Bereich zu finden sind.
Bemerkenswert ist DeMartinis spezielles Fingervibrato, bei dem nicht die Saite gezogen, sondern die gesamte Greifhand schnell entlang der Saite bewegt wird (vergleichbar mit dem Vibrato eines Violinisten).

## Equipment
In den 1980ern spielte DeMartini meist Superstrats der Marke Charvel. Nachdem Charvel verkauft wurde und die Qualität der Gitarren nachließ, nahm DeMartini über Frank Zappa Kontakt zu den Gitarrenbauern von Performance Guitars auf, die ihm einige speziell für ihn angefertigte Modelle bauten. Heute spielt er wieder Custom-Signature-Modelle der Marke Charvel, die seinem originalen San-Dimas-Strats aus den 1980ern nachempfunden sind. Er besitzt alte Marshall-Verstärker, zu welchen auch ein Marshall Plexi aus den 1960ern gehört, der auf Invasion of Your Privacy und Dancing Undercover eingesetzt wurde. Darüber hinaus spielt DeMartini einen Diezel VH-4 und einen Soldano SLO100.

## Diskografie

### Ratt
- Ratt EP (1983)
- Out of the Cellar (1984)
- Invasion of Your Privacy (1985)
- Dancing Undercover (1986)
- Reach for the Sky (1988)
- Detonator (1990)
- Ratt & Roll 81-91 (1991)
- Collage (1997)
- Ratt (1999)
- Tell The World: The Very Best Of Ratt (2007)
- Infestation (2010)

### Solo
- Surf’s Up! (1995)
- Crazy Enough to Sing to You (1996)